# Dupleix (croiseur)
Pour les autres navires du même nom, voir Dupleix (navire).
Le Dupleix est un croiseur lourd de la classe Suffren lancé par la Marine Nationale française durant l'entre deux guerres. Il porte le nom de Joseph François Dupleix, ancien gouverneur de Pondichéry. Comme beaucoup de navires de guerre français, il fut sabordé à Toulon en 1942. Les Italiens le renflouent le 3 juillet 1943, et il sera définitivement coulé par un raid allié en 1944.